# Уэйн, Луис Уильям
Лу́ис Уи́льям Уэ́йн (англ. Louis William Wain; 5 августа 1860, Лондон — 4 июля 1939, Лондон, Великобритания) — английский художник, известный своими многочисленными изображениями антропоморфных котов, кошек и котят. Некоторые искусствоведы воспринимают художника как крупнейшего графика викторианской сказочной живописи.

## Жизнь и работы
Луис Уильям Уэйн родился 5 августа 1860 года в Клеркенвелл в Лондоне. Он был старшим ребёнком в семье торговца текстиля Уильяма Метью Уэйна (1825-1880), среди пяти сестёр, Каролины, Жозефины, Мари, Клер и Фелисии, ни одна из которых никогда не вышла замуж. В возрасте тридцати лет самая младшая сестра была признана сумасшедшей и помещена в сумасшедший дом. Оставшиеся сёстры всю свою жизнь прожили с матерью, почти как и сам Луис, который прожил с матерью большую часть своей жизни. Мать Луиса, француженка Жюли Бюто (1833-1910) занималась оформлением церквей и созданием узоров для турецких ковров.
В детстве Луис часто прогуливал школу и подолгу гулял по Лондону. Закончив учиться, Уэйн поступил в школу искусств Западного Лондона, а по её окончании некоторое время преподавал. Когда ему было 20 лет, его отец умер, и ему пришлось содержать свою мать и сестёр.
Вскоре после смерти отца Луис оставляет преподавание и становится свободным художником. В основном он рисует животных и деревенскую жизнь, сотрудничая с несколькими журналами, включая «Illustrated Sporting and Dramatic News» и «Illustrated London News». В 1880-х годах работы Луиса Уэйна изображали в большинстве своем английскую сельскую жизнь: дома, усадьбы и животных, которых ему приходилось зарисовывать на сельскохозяйственных выставках. В его работах того периода фигурирует много животных, умение рисовать которых он сохранил на всю жизнь. Одно время он собирался зарабатывать на жизнь, рисуя исключительно портреты собак.
В возрасте двадцати трёх лет Уэйн, вопреки воле семьи, женится на гувернантке своих сестёр Эмили Ричардсон, которая была старше его на десять лет, и переезжает жить к ней в Хэмпстед на севере Лондона. Вскоре у Эмили обнаруживается рак и она умирает через три года после свадьбы в 1887 году. Во время болезни единственным утешением Эмили был домашний чёрно-белый котёнок Питер. Чтобы порадовать Эмили, Уэйн обучил его различным трюкам: кот носил очки и сидел смирно перед книгой, делая вид, что читает. В это время сам Луис начинает рисовать с него многочисленные эскизы. Позже Уэйн писал о Питере: «Ему собственно и принадлежит заслуга в моей карьере и становлении моей работы». Питер изображён на многих ранних работах Уэйна.
В 1886 году Уэйн получает заказ на оформление детской книжки «Заведение мадам Табби». Первый рисунок Уэйна с похожими на человека кошками был опубликован в рождественском выпуске «llustrated London News» под названием «Рождественская вечеринка котят» (A Kittens’ Christmas Party). На рисунке, составленном из 11 секций, были изображены 150 кошек (многие из которых были похожи на Питера), отсылающие приглашения, держащие шарики, говорящие и играющие в игры. На этом рисунке кошки все ещё ходили на четырёх лапах, были без одежды и не имели того самого характерного для картин Уэйна выражения морды, так похожего на человеческое лицо. В последующие годы кошки Уэйна встали на задние лапы, стали широко улыбаться, использовать иную, почти человеческую мимику и носить обычную людскую одежду. На картинах Уэйна кошки играют на музыкальных инструментах, пьют чай, играют в карты, рыбачат, курят и слушают оперу.
Он создал кота в себе самом. Он изобрёл стиль котов, кошачье общество, весь мир котов. Английские коты, которые не выглядят и не живут, как коты Луиса Уэйна, стыдятся самих себя.
На протяжении следующих 30 лет Уэйн активно творит, иногда создавая до 600 рисунков в год. Он иллюстрировал около сотни книг для детей, и его работы часто появлялись в газетах и журналах, включая «Ежегодник Луиса Уэйна» (Louis Wain Annual), который выходил с 1901 по 1915 год. Художник выступал также под псевдонимом Д. Г. Томпсон.
В 1902 году английская почта разрешила целиком заполнять лицевую сторону открыток изображением, и с тех пор открытки с рисунками Уэйна обрели огромную популярность.
Иллюстрации Уэйна часто пародировали человеческое поведение, были яркой сатирой на модные течения и тенденции, появлявшиеся в обществе. Уэйн так любил кошек, что однажды, заметив, как кошка перебегает дорогу, а навстречу ей несется автобус, сам ловко запрыгнул в автобус и повернул руль в другую сторону. Очнувшись в больнице, Уэйн первым делом спросил о состоянии кота.
Художник писал:

Я беру тетрадь для эскизов в ресторан или другое общественное место и рисую людей в различных позах, изображая их кошками, стараясь добиться схожести с человеческими чертами, как только возможно. Это позволяет мне наблюдать двойную природу и, я думаю, эти эскизы являются моими лучшими юмористическими зарисовками.
Уэйн участвовал в нескольких благотворительных обществах, работавших на благо животных, таких, как Правящий совет лиги наших бессловесных друзей, Общество защиты кошек, и Общество против вивисекции. В 1898 и 1911 годах Уэйн был президентом Английского Национального кошачьего клуба. Уэйн надеялся, что эта деятельность поможет «изжить всю ненависть к кошкам» в Англии.

## Первая мировая война и финансовые затруднения
Несмотря на популярность, всю свою жизнь Уэйн испытывал финансовые трудности. Он должен был содержать мать и сестёр, но у него не было «деловой жилки». Уэйн был простодушен и его было легко обмануть, его часто втягивали в финансовые авантюры. Он никогда не торговался, что не раз подводило его в издательском мире. Он не заботился об авторских правах на рисунки, и часто продавал свои рисунки целиком, не оставляя себе прав на их переиздание. В 1907 году он был привлечён к суду города Кент за крупный долг и был вынужден бежать в Америку, чтобы избежать скандала, надеясь вернуться на родину через несколько месяцев. В Нью-Йорке его выставка была тепло встречена публикой. В США Уэйн продолжает заниматься рисованием комиксов для Hearst Newpapers и вкладывает практически все свои деньги в какое-то «чудесное изобретение», которое так и не было реализовано. В 1910 году в Англии умирает мать художника, и Уэйн решает вернуться на родину. Во время Первой мировой войны Луис Уэйн практически лишился средств к существованию, а после войны оказался на грани нищеты. С 1914 по 1918 годы Уэйн получил лишь шесть заказов на иллюстрацию книг.

## Последние годы жизни
Ряд исследователей, в частности Майкл Фицджеральд, склонны считать, что Луис имел расстройства аутистического спектра, возможно, савантизм. Некоторые приписывают Луису шизофрению, и до сих пор это является предметом горячих споров.
В 1924 году Луис был помещён в Спрингфилдскую психиатрическую лечебницу (англ.; ныне — в боро Уондсуэрт), после того как спустил свою сестру с лестницы. Через год он был обнаружен прессой, и обстоятельства его болезни были преданы широкой огласке, что привело к визитам таких знаменитых людей, как Герберт Уэллс, Дэн Райдер и личному вмешательству в дело премьер-министра Великобритании. Был организован фонд помощи художнику, и Уэйн был переведён в Бетлемскую королевскую больницу и затем, в 1930 году, в больницу Нэпсбери рядом с Сент-Элбанс в Хертфордшире, к северу от Лондона. В этой клинике было относительно уютно, там был сад и целый кошачий питомник, и Уэйн провёл там свои последние годы вполне мирно. Хотя болезнь прогрессировала, его бывшая мягкая натура вернулась к нему, и он продолжал рисовать в своё удовольствие.
Серия из шести работ Уэйна часто используется как пример в учебниках по психиатрии для иллюстрации изменения стиля творчества в результате развития психической болезни с течением времени. Однако на самом деле неизвестно, действительно ли эти рисунки были созданы в том хронологическом порядке, в котором их обычно демонстрируют в учебниках, поскольку художник не датировал эти работы. Все свои рисунки этого периода Уэйн подписывал, иногда оставляя на обороте странные, малосвязные рассуждения. По мнению психиатра Дэвида О'Флинна, изучавшие архивы Бетлемской больницы, серию рисунков в разных стилях как творение двух мужчин: Луиса Уэйна, который их создал, и Уолтера Маклея (1902-1964), который их расположил данным образом. О'Флинн предположил, что Маклей увидел в серии рисунков доказательство своих собственных идей, частично основанных на его экспериментах 1930-х годов с искусством и психозом, вызванным мескалином. Маклей пришел к выводу, что творческие способности больных шизофренией ухудшаются. О'Флинн, основываясь на изучении работ художников-аутсайдеров, считает связь между шизофренией и ухудшением качества произведений искусства не соответствующей действительности. Глядя на поздние работы Уэйна, О'Флинн видит больше экспериментов и использования цвета, а не ухудшение состояния. Кроме того, сложные фрактально-геометрические узоры могли быть навеяны воспоминаниями Уэйна о детстве и работах его матери, создававшей узоры для ковров.
Скончался художник 4 июля 1939 года от отказа почек и атеросклероза. Похоронен на римско-католическом кладбище Святой Марии в Кенсал Грин в Лондоне.

## Посмертная популярность
Работы Луиса Уэйна снова получили популярность в 1990-х годах. Многочисленные открытки с рисунками Уэйна стали объектом коллекционирования, цена на них подскочила до 500—800 долларов США. Оригинальные рисунки и акварели Уэйна продаются по цене от 5 до 35 тысяч долларов.
В 2021 году вышел биографический фильм Уилла Шарпа «Кошачьи миры Луиса Уэйна» c Бенедиктом Камбербэтчем в главной роли.